# Xã Villard, Quận McHenry, Bắc Dakota
Xã Villard (tiếng Anh: Villard Township) là một xã thuộc quận McHenry, tiểu bang Bắc Dakota, Hoa Kỳ. Năm 2010, dân số của xã này là 15 người.